# Wadi as-Salqa
Wadi as-Salqa, en arabe : وادي السلقا, est un village du gouvernorat de Deir el-Balah en Palestine. Il est situé au sud  de Deir el-Balah dans la bande de Gaza.
Selon le recensement du bureau central palestinien des statistiques, la localité compte une population de 6 715 habitants en 2017.

## Source
- (en) Cet article est partiellement ou en totalité issu de l’article de Wikipédia en anglais intitulé « Wadi as-Salqa » (voir la liste des auteurs).